# روغن‌های سالاد
روغن های سالاد انواع روغن گیاهی هستند که برای سالاد مناسب هستند. روغن اغلب با سایر مواد ترکیب می شود تا طعم و مزه مطلوب را به‌دست آورد.